# Bian Shoumin
Bian Shoumin (né en 1684 et mort en 1752) est un peintre chinois de la dynastie Qing originaire de Shanyang (actuel Huai'an).
Il est parfois mentionné parmi des huit excentriques de Yangzhou. Il était connu pour ses peintures d'oies sauvages.